# Bruchus brisouti
Bruchus brisouti là một loài bọ cánh cứng trong họ Bruchidae. Loài này được Kraatz miêu tả khoa học năm 1868.